# EuroHockey Nations Challenge (Halle, Herren) 2006
Die EuroHockey Nations Challenge (Halle, Herren) 2006 war die zweite Auflage der Hallenhockey-"C-EM". Sie fand vom 20. bis 22. Januar in Sofia, Bulgarien statt. Sieger Belarus stieg in die "B-EM" auf.

## Vorrunde
| Rang | Land      | Tore  | Punkte |
| ---- | --------- | ----- | ------ |
| 1    | Belarus   | 23:6  | 9      |
| 2    | Schweden  | 16:10 | 7      |
| 3    | Finnland  | 15:13 | 4      |
| 4    | Bulgarien | 10:16 | 2      |
| 5    | Litauen   | 6:22  | 0      |

| Belarus   | – | Bulgarien | 8:3  |
| Finnland  | – | Litauen   | 5:4  |
| Schweden  | – | Bulgarien | 3:3  |
| Finnland  | – | Belarus   | 2:3  |
| Schweden  | – | Litauen   | 6:0  |
| Belarus   | – | Litauen   | 10:0 |
| Schweden  | – | Finnland  | 6:5  |
| Bulgarien | – | Finnland  | 3:3  |
| Litauen   | – | Bulgarien | 2:1  |
| Belarus   | – | Schweden  | 2:1  |

## Spiel um Platz 3
Finnland 3:1  Litauen

## Finale
Belarus 3:1  Schweden

## Referenzen
- EHF-Archiv PDF-Datei